# Lucas Janszoon Waghenaer

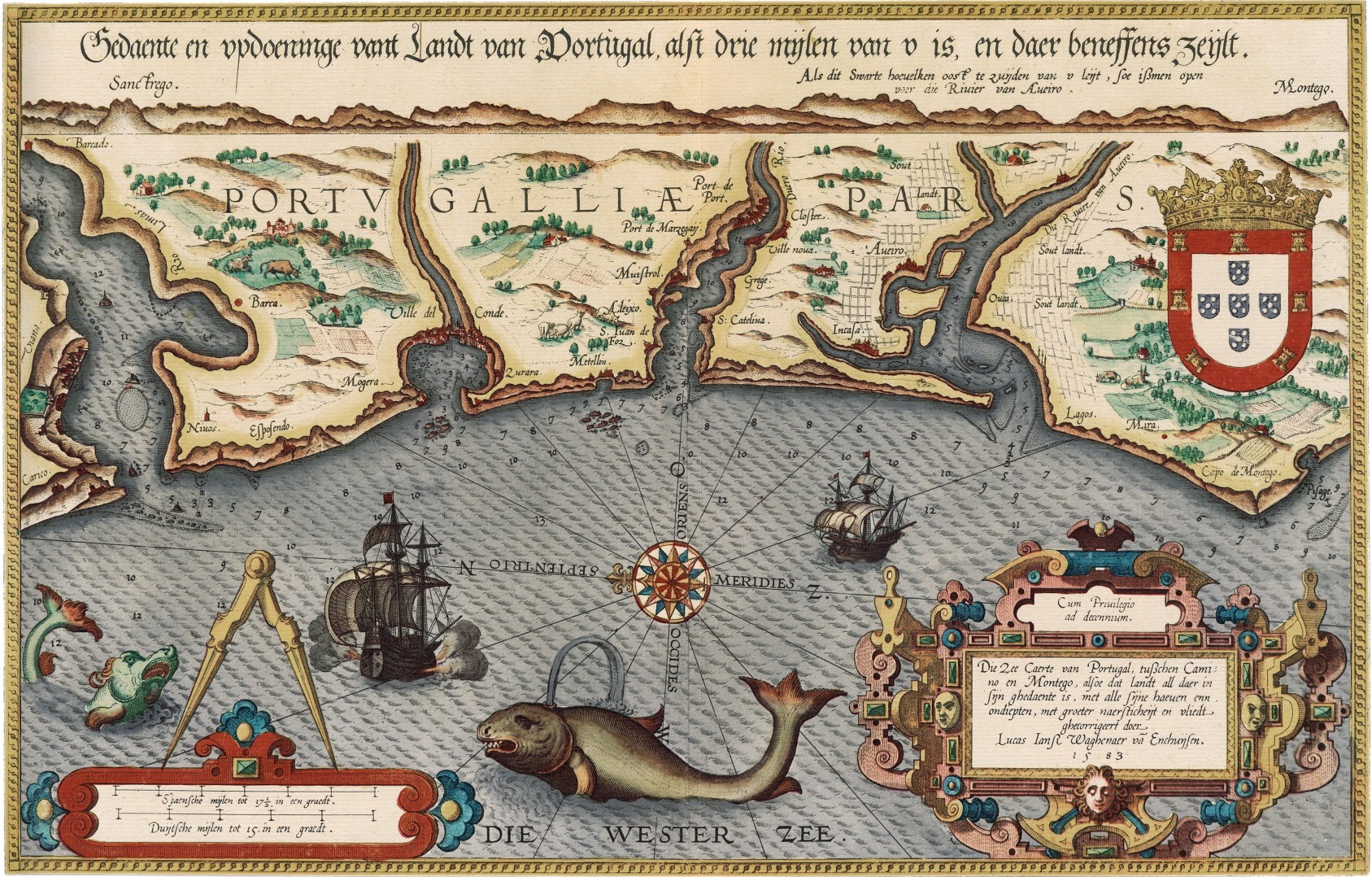
Waghenaer: Karte von Portugal (1584)

Lucas Janszoon Waghenaer, auch Wagenaer (* 1533/34 in Enkhuizen; † 1605/06 ebenda), war ein holländischer Navigator und Kartograf.

## Leben
Zu Waghenaers Lebzeiten stieg Enkhuizen von einem Fischerort (mit Schwerpunkt im Handel mit dem Baltikum und Heringsfischerei) und Teil der spanischen Niederlande zu einem der bedeutendsten Häfen der unabhängigen Niederlande auf. Zwischen 1550 und 1579 besegelte Waghenaer die Meere als Schiffsoffizier (Navigator, Steuermann). Während dieser Jahre hatte er Kontakt zu spanischen, portugiesischen und italienischen Seefahrern, die seine spätere Arbeit an nautischen Karten beeinflussten. Später war er Angestellter im Hafen von Enkhuizen, wo er von anlegenden Schiffen Gebühren eintrieb. Er starb anscheinend verarmt, da die Stadt seiner Witwe ein Jahr die Pension für Waghenaer nach dessen Tod verlängerte.
1577 erschien seine Karte von Enkhuizen, seine erste veröffentlichte Karte. 1584 (Datierung 1583) bzw. 1585 erschien sein Spiegel der Seefahrt auf Niederländisch in zwei Teilen, eine Sammlung von Seekarten (Atlantikküste von Norwegen bis Portugal, England, Ostsee mit Dänemark und deutscher Ostseeküste) mit einer Anweisung zur Navigationskunde und zugehörigen Tafeln. Das Buch war die erste Sammlung dieser Art, fand weite Verbreitung und wurde 1586 ins Lateinische, 1588 in Englische (als The Marriners Mirrour und wo solche Kartensammlungen unter dem Namen Waggoner bekannt wurden), 1589 von Richard Slotboom ins Deutsche und 1590 ins Französische übersetzt, wobei dieser auch eigene Angaben zur Ostseeküste in Mecklenburg ergänzte. Der Druck erfolgte bei Christoffel Plantijn in dessen Druckerei in Leiden, die Stiche der Karten führte Joannes van Doetecum aus, der auf diesem Gebiet zu seiner Zeit führend waren. Die Kosten trug zunächst Waghenaer, was deutlich über seine finanziellen Verhältnisse ging, im Vorwort des zweiten Teils dankt er deshalb dem mit ihm befreundeten Bürgermeister von Enkhuizen Francois Maelsen für dessen Unterstützung. 
In seinen Karten im Spiegel der Seefahrt gab er auch Wassertiefen an und er verwendete auch erstmals Symbole zum Beispiel für Ankerplätze und Gefahren unter Wasser, Landmarken und Küstenprofilen. Die von Baptist und Johannes van Deutecom gestochenen Karten ragten durch ihre Qualität heraus. Unter den Karten war auch eine Gesamtkarte von Europa samt Teilen Nordafrikas bis zu den Kanaren und Island, die erste solche gedruckte Karte. Diese neuartige Zusammenstellung von Navigationsanweisungen mit Seekarten wurde als Waggoner bekannt. 1589 erwarb Cornelis Claesz. in Amsterdam die Publikationsrechte und es entstanden 1589 bis 1605 aktualisierte Neudrucke dort und in Antwerpen bei Jean Bellère. In der lateinischen Ausgabe von 1592 erschien eine erheblich verbesserte und erweiterte Europakarte von Baptista von Doetecom. Die Ausgabe des Spiegels von 1603 enthielt auch Teile (Küstenprofile und Text) von Waghenaers inzwischen erschienenem Tresor der Seefahrt und neue Karten von Benjamin Wright (drei doppelseitige und zwölf kleinere).
1592 erschien sein Tresor der Seefahrt (Thresoor der zeevaert) bei Francois van Raphelenghien in Leiden (dem Leiter der dortigen Zweigstelle von Plantijn) und 1598 sein Enkhuizer Seekartenbuch (Enchuyser zeecaertboeck). Waghenaer war zu dem Schluss gekommen, dass sein Spiegel der Seefahrt mit dem verwendeten Folio-Format für Seefahrer zu groß war und die Beschreibungen nicht detailliert genug. Außerdem hatte er inzwischen viele neue Informationen aus anderen Seegebieten, die im Spiegel nicht behandelt wurden, von holländischen Seefahrern gesammelt. Der Tresor bestand aus drei Teilen. Im ersten Teil wurde eine viel genauere Anleitung zur Navigation als im Spiegel gegeben. Der zweite Teil besteht aus 20 großen Küstenkarten (etwa im Format 1:600.000) und 166 Seiten Navigationsanweisungen in 21 Abschnitten für die westliche, nördliche und östliche Navigation. Viele der Karten und Küstenprofile waren von Joannes van Doetecom. Erstmals in einer niederländischen Veröffentlichungen gab es Segelanweisungen um Schottland und die Hebriden und das Weiße Meer. Der dritte Teil enthielt Segelanweisungen für das westliche Mittelmeer (ohne Karten) und war das älteste Buch mit solchen Navigationsanweisungen (allerdings hatte Willem Barents 1595 einen Kartenatlas für diese Seegebiete veröffentlicht). Die Anweisungen waren detaillierter als im Spiegel und er trug auch Visierlinien zu wichtigen Landmarken ein (wie in Amstelredamsche zee-caerten von Aelbert Haeyen 1585). Es erschienen nur niederländische und französische Ausgaben, zuerst bei Plantijn in Leiden, in den folgenden Auflagen aber alle bei Cornelis Claesz. in Amsterdam. Um 1601 waren die Druckplatten so schlecht geworden, dass Cornelis Claesz. neue anfertigen ließ. 1602 erschien eine holländische Ausgabe mit Segelanweisungen und Küstenprofilen von Ost- und Westindien, entsprechend den ersten Bemühungen der Holländer in den portugiesischen Gewürzhandel im Osten und den spanischen Handel mit der Karibik einzusteigen. Die letzte Auflage erschien im Todesjahr von Cornelis Claesz. 1609. Willem Jansz. Blaeu veröffentlichte 1608 ein ähnlich aufgemachtes Buch nach dem Vorbild von Waghenaer (Licht der zee-vaert). Das Enkhuizer Seekartenbuch von 1598 ist das seltenste der Werke von Waghenaer, war im kleineren Oktav-Format und war für Seeleute, die sich die teureren Werke von Waghenaer nicht leisten konnten und noch die Tradition der älteren Seebücher bevorzugten, zu deren Form Waghenaer in dem Buch zurückkehrte (es enthält nur zwei Karten, eine der Zuiderzee und eine von Enkhuizen). Es enthält auf 346 Seiten Anweisungen für die westliche und östliche Navigation mit vielen Holzschnitten von Küstenprofilen. Außerdem enthält es Segelanweisungen für Westafrika und Brasilien. Eine zweite Auflage erschien 1601 und eine dritte 1605.
Zu dem Kreis, in dem er in Enkhuizen verkehrte, gehörten damals Dirck Gerritz Pomp, Jan Huygen van Linschoten und Bernardus Paludanus.

## Weitere Abbildungen seiner Seekarten

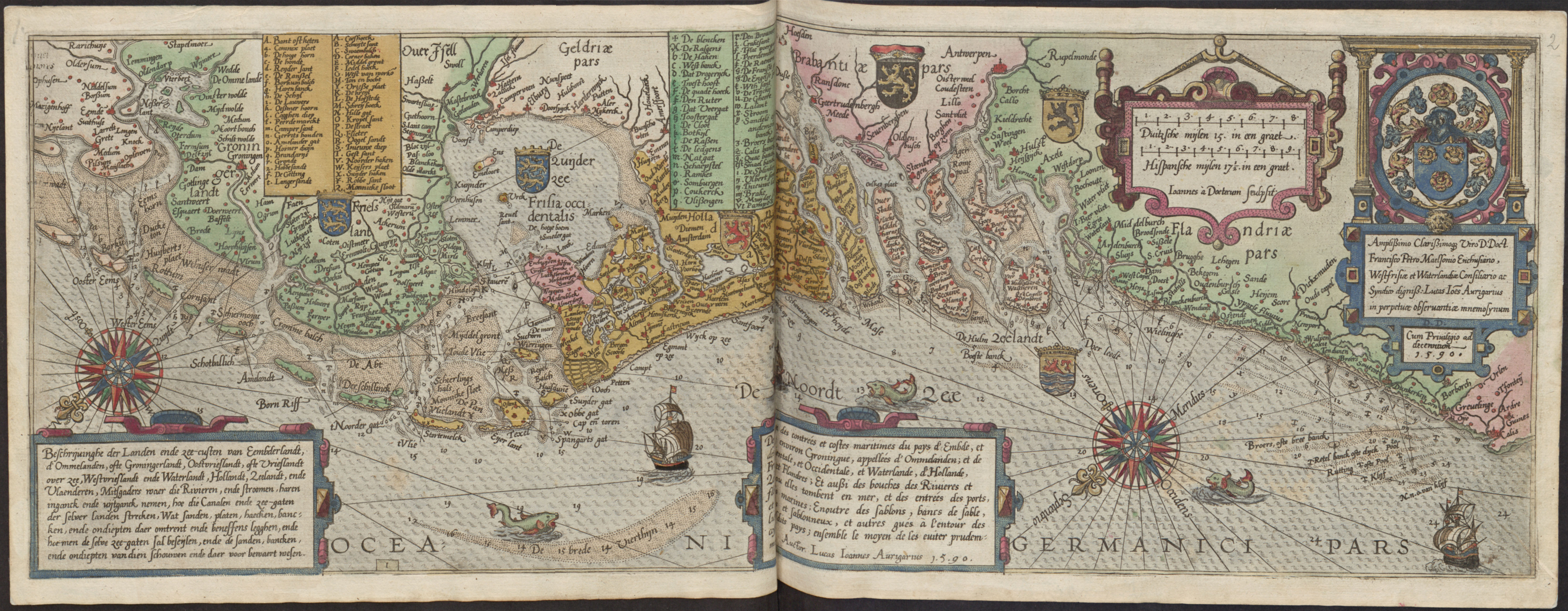
Küste von Emden bis Flandern
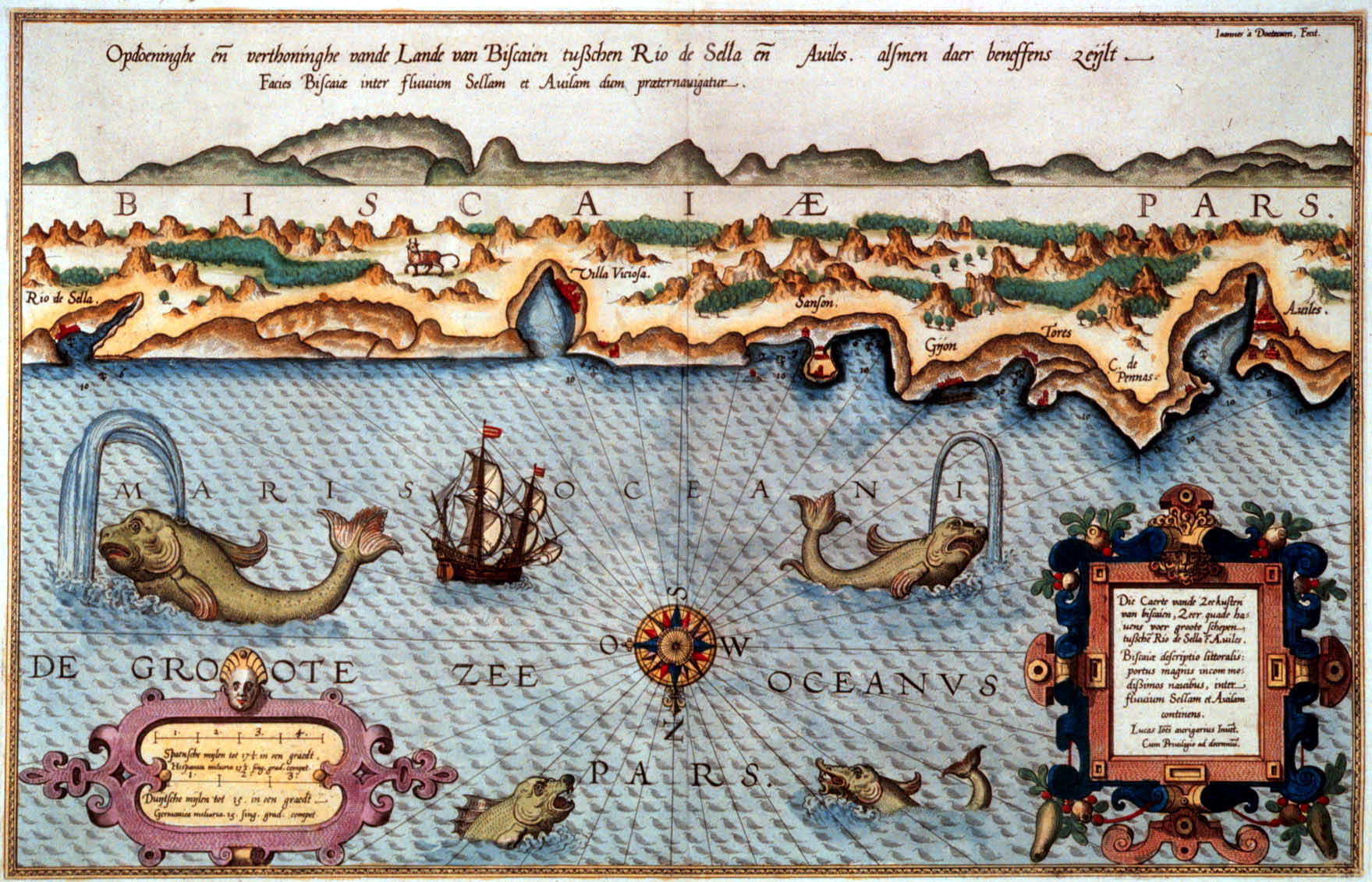
Golf von Biskaya
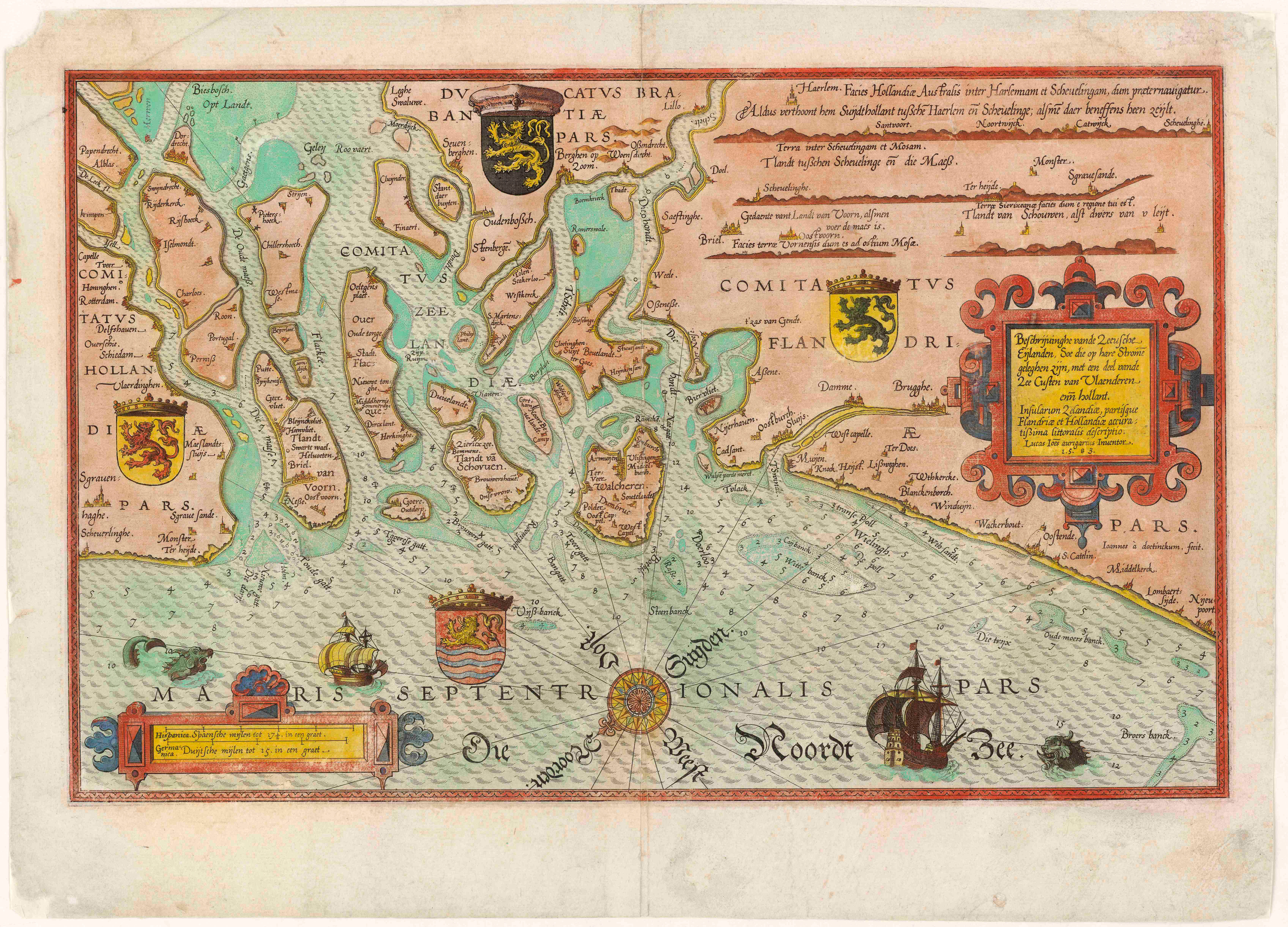
Niederländisch-Flandrische Küste zwischen Den Haag und Brügge
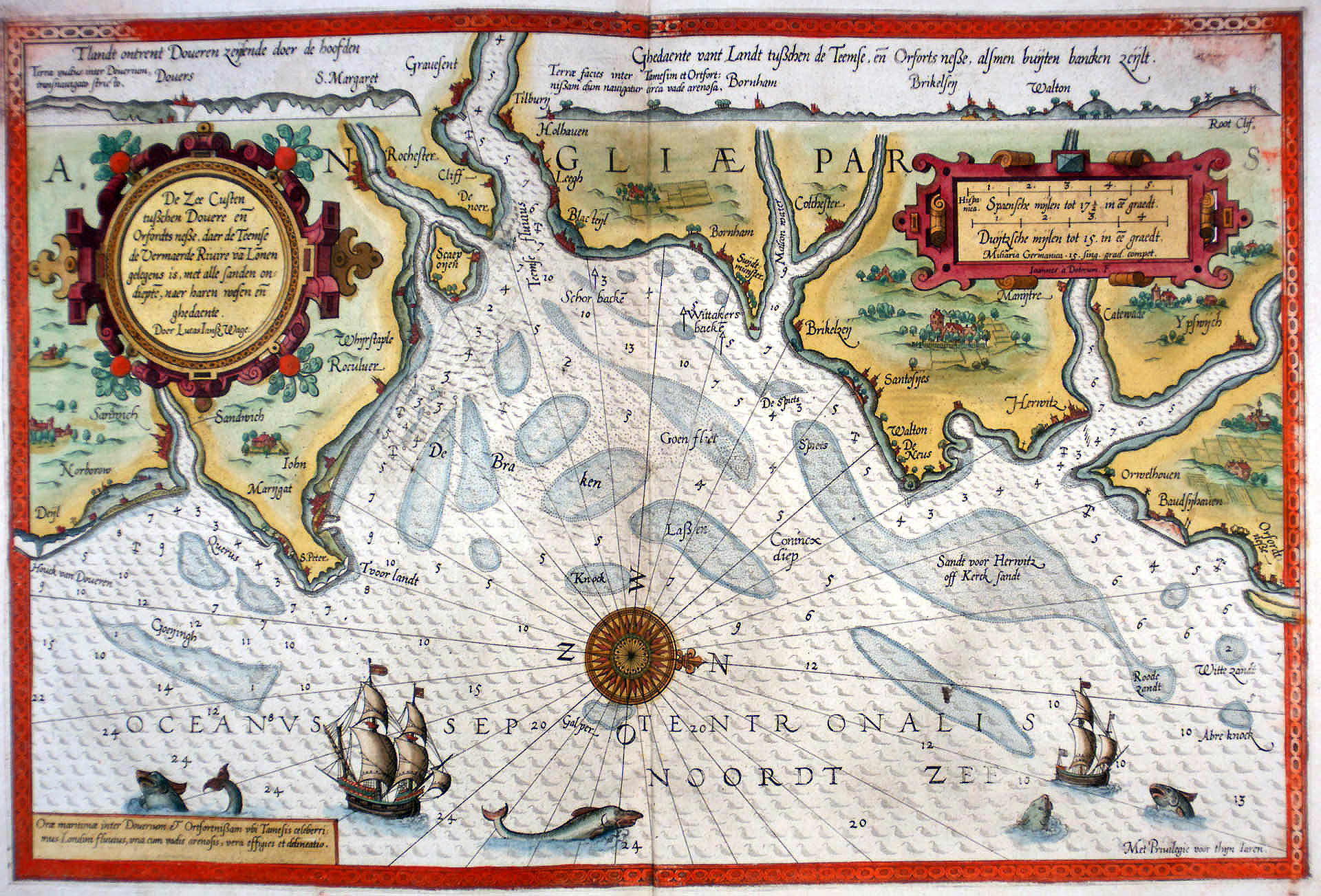
Themsemündung

## Publikationen
- T'eerste deel vande Spieghel der zeevaerdt, van de navigatie der Westersche zee, innehoudende alle de custen van Vranckrijck, Spaingen ende 't principaelste deel van Engelandt, in diversche zee caerten begrepen. Christoffel Plantijn, Leiden 1584. Digitalisat. Eine Faksimile Ausgabe erschien in der Reihe Theatrum Orbis Terrarum, Amsterdam 1964 (Kommentar R. A. Skelton)
- Der ... Theil dess Spiegels der Seefahrt : von Navigation des Occidentischen Meers, oder der Westseen (...v.d. Noerdschen und Orientischen Schiffahrt). - Amsterdam : Claesz, 1589. Digitalisierte Ausgabe der Universitäts- und Landesbibliothek Düsseldorf; Bände 1 und 2
- Thresoor der zeevaert, inhoudende de geheele navigatie ende schip-vaert vande Oostersche, Noordtsche, Westersche ende Middellantsche Zee, Amsterdam: Claesz 1596, Digitalisat, Faksimile in der Reihe Theatrum Orbis Terrarum, Amsterdam 1965